# 华南理工大学广州国际校区
华南理工大学广州国际校区（英語：Guangzhou International Campus of South China University of Technology）是华南理工大学的一个分校区，位于中国广东省广州市番禺区广州国际创新城，于2019年9月启用并迎来首批学生。
广州国际校区是中国大陆首个由校、部、省、市四方共建的大学校区，也是粵港澳大灣區规划发布以后，第一个正式落地的国际化、研究型大学校区。校区已于2023年全面交付使用。

## 历史

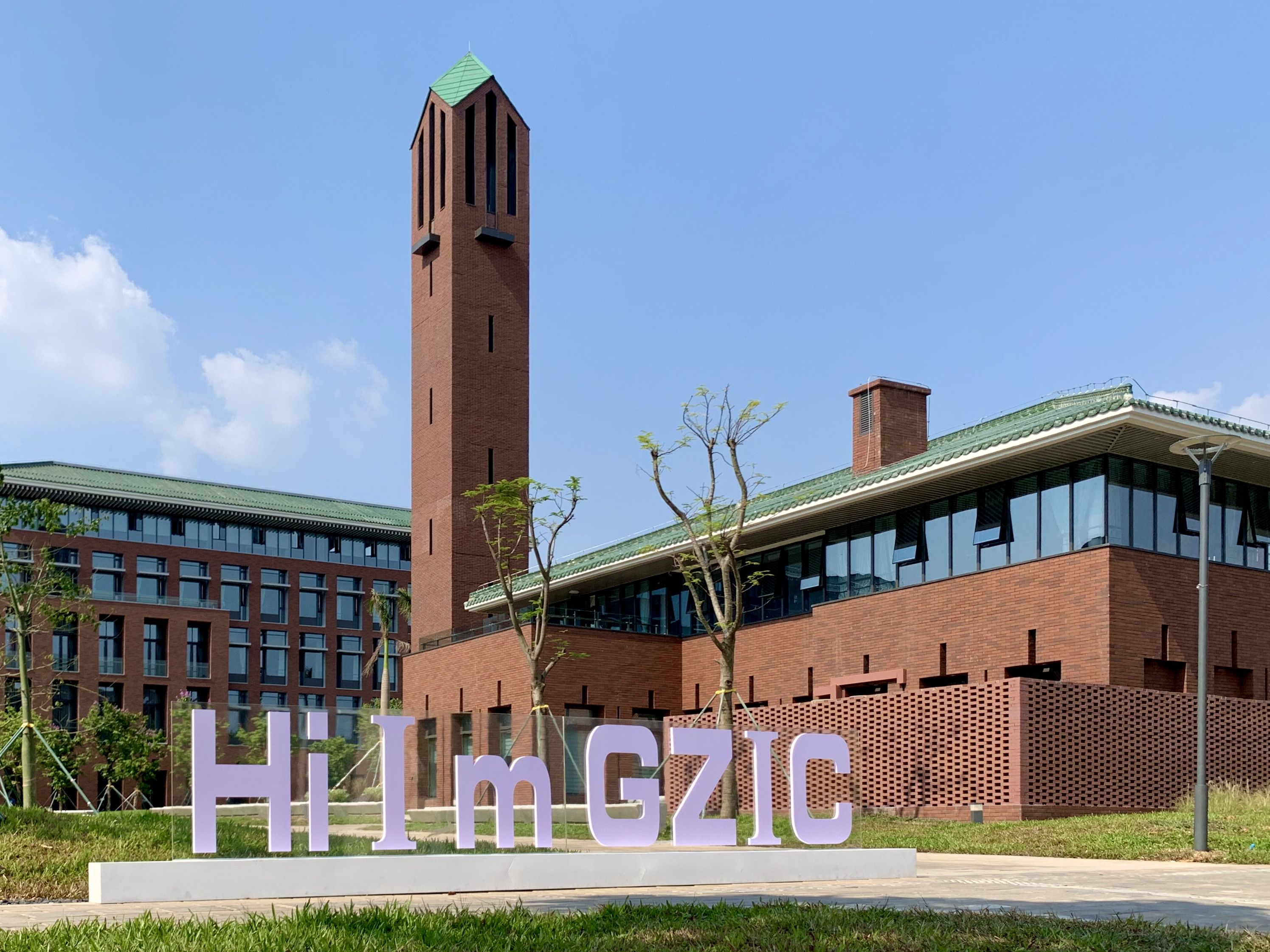
D2区一景

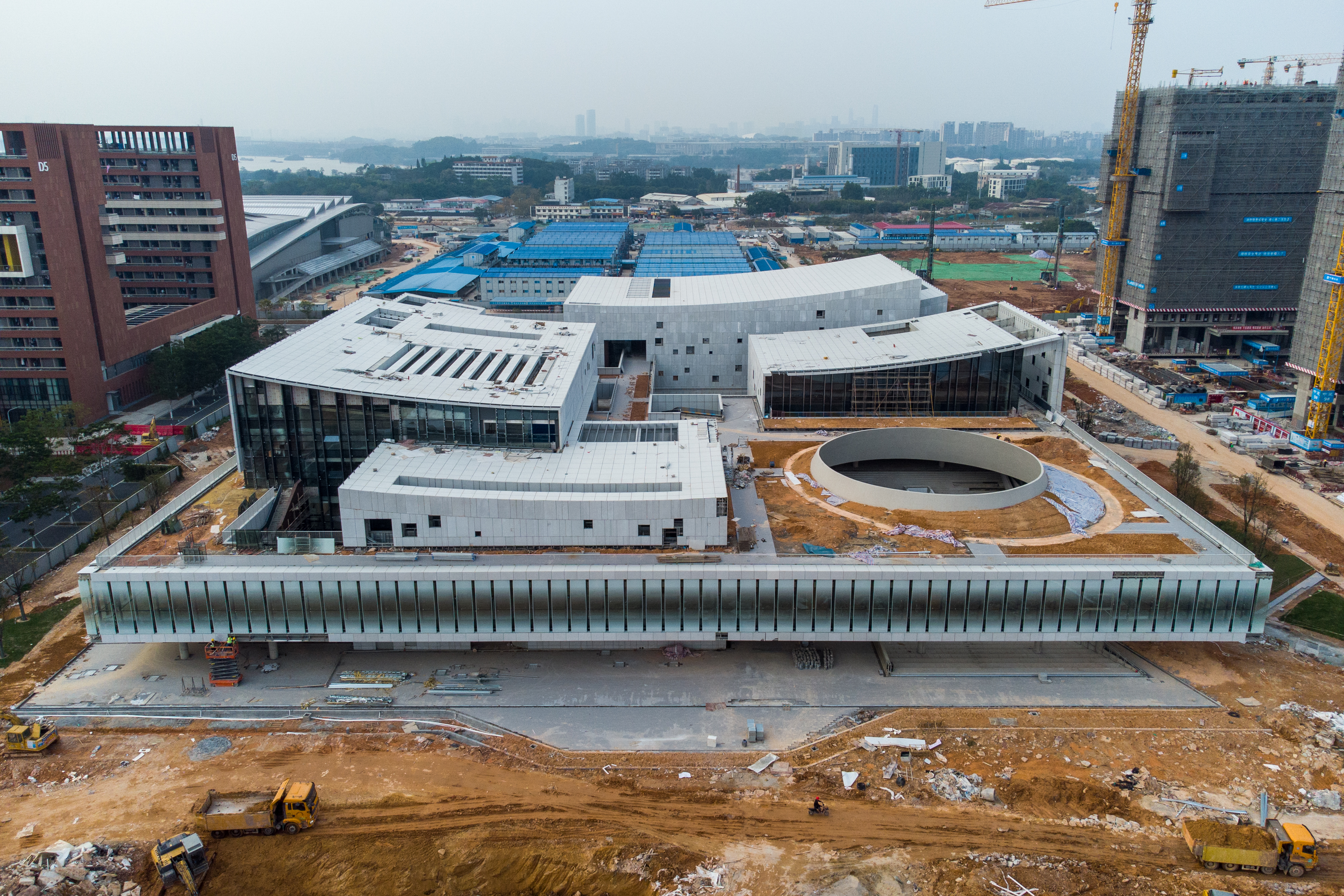
建设中的E5双创中心

2017年3月15日，中国教育部、广东省、广州市和华南理工大学四方签署共建华工广州国际校区协议。根据方案和规划，华南理工大学广州国际校区将选址广州番禺区，与广州大学城隔岸相望，总用地1,650亩，预计总投入超100亿元；拟设立10个学院，逐步实现约12,000人的办学规模，建立完整的本科-硕士-博士研究生培养体系。
2018年5月9日，广州国际校区正式启动建设；8月3日，广州国际校区一期工程勘察设计施工总承包单位确定，并于8月24日在公共实验楼地块成功打下第一根桩。
2018年9月，广州国际校区的三个学院和七个研究院开始招收研究生，但由于校园仍未建成，因此在已有的两个校区进行教学科研工作。
2019年7月20日，广州国际校区一期第一批工程正式交付；8月20日，广州市人民政府与华南理工大学签署华南理工大学广州国际校区一期资产管理移交协议，标志着广州国际校区一期工程第一阶段的工作顺利完成，正式交付使用。
2019年9月20日，首批2,290名本科生和33名研究生新生正式入驻广州国际校区。
2019年12月6日，广州国际校区一期第二批工程顺利完成竣工验收，标志着一期工程全面竣工通过验收。
2020年6月28日，广州国际校区二期第一批工程开工，并于7月15日成功打下第一根桩。
2021年，广州国际校区获教育部批准开展“粤港澳大湾区国际化教育改革试点工作”，校区内各学院的所有专业在该年均通过综合评价招生。
2022年9月，校园二期项目首批建筑启用；次年7月，校园全面交付使用。

## 校园

### 分区

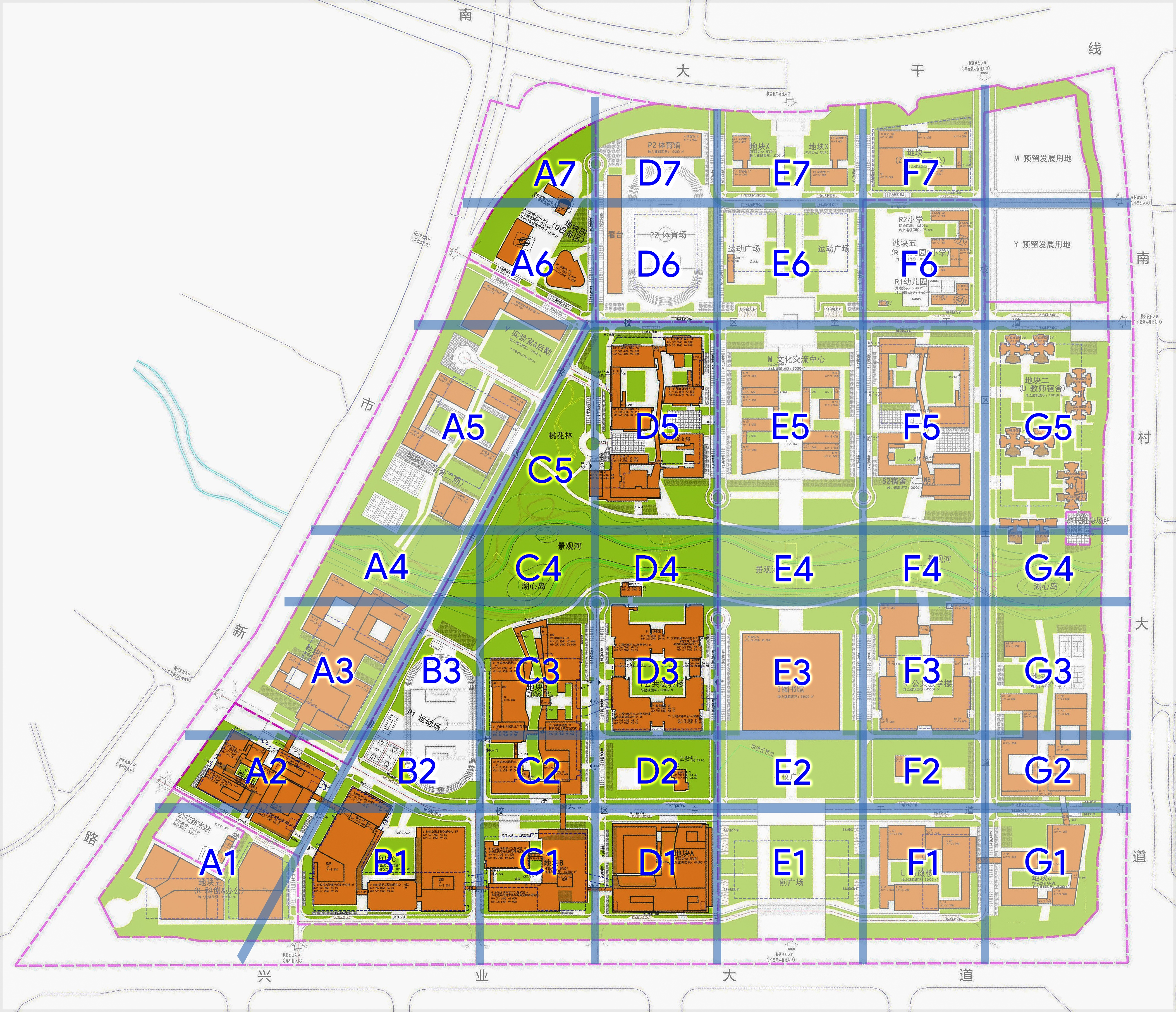
分区示意图（待更新）

广州国际校区由华南理工大学建筑设计研究院院长倪阳主持设计，整个校园被流经校内的河流分为北岸的学生成长社区和南岸的教学科研区。在区域划分上，横向ABCDEFG和纵向1234567各七个序列将校园划分为不同街区，每一个街区使用同一个标号，再设a、b、c、d等为建筑标号。广州国际校区为中国大陆首个采用街区式布局的大学校园。
截至2022年9月，广州国际校区一期工程全部和二期工程首批建筑已启用。属一期第一阶段的A7、B2-B4、C2-C5和D1-D5区于2019年7月交付使用，第二阶段的A2、B1和C1区于同年12月完成竣工验收；属二期第一批的A4学生宿舍、A5后勤综合楼、D6综合体育馆、E3图书馆（档案馆）、E5双创中心、F1校区服务中心、F3公共教学楼、F5餐厅、G5教师公寓于2022年9月交付校方使用，A5校医院、F5学生宿舍、F6小学幼儿园、G1/G2/G3学院楼、景观河等预计2022底全部建成。

### 建筑

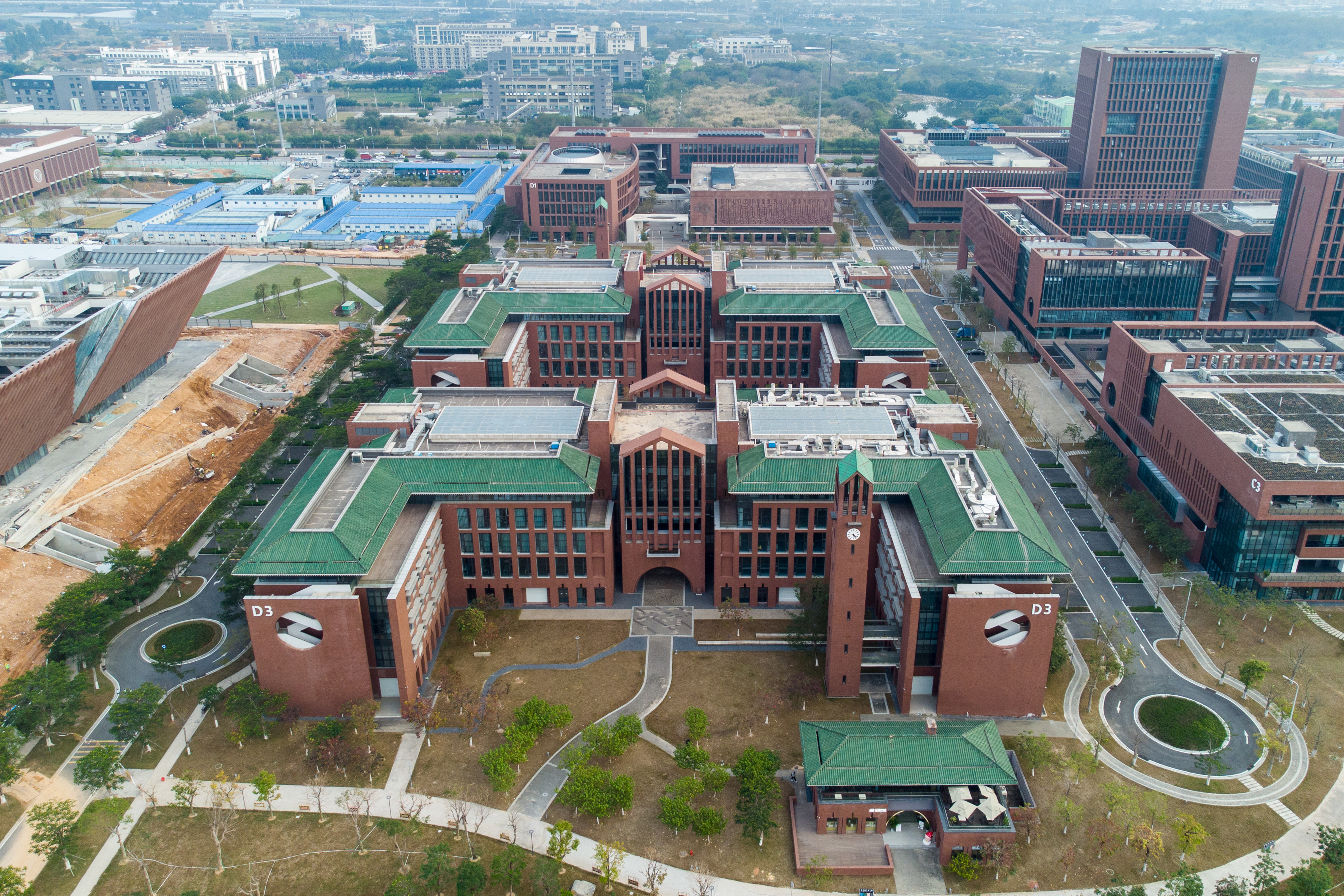
D3公共实验楼

广州国际校区一期工程中，有超过30%的建筑面积为装配式建筑，是广州市目前装配式建筑面积最大且全部达到A级装配式评价标准的建筑群，被广东省住房和城乡建设厅评为广东省首批装配式建筑示范项目；一期工程更在2024年入选第二十届第二批中国土木工程詹天佑奖。而二期工程在2021年初入选广州市精品工程项目库。

## 标识
广州国际校区区徽于2019年8月启用。区徽由华工建筑设计研究院院长倪阳设计，共有蓝、红两种颜色的版本。区徽整体采用了外圆内盾的方案，运用了石牌坊、木棉花的元素，蕴含文脉传承、中西合璧的设计理念。其中外圆式样来自华工校徽，示意以和为贵、不偏不倚的东方文化；内盾造型源自西方骑士风格，象征谦恭自守、追求真理和捍卫正义的精神，二者并结以此呈现区徽的中西结合及国际风范。

## 学科建设

### 国际合作
广州国际校区采用在地国际化办学新机制，是国内首个“中方为主，国际协同”的双一流大学校区。

### 学院
根据规划，广州国际校区主要发展新兴前沿交叉学科。

| - 现有学院： - 生物医学科学与工程学院 - 吴贤铭智能工程学院（与密歇根大学安娜堡分校共建） - 前沿软物质学院 - 微电子学院 - 未来技术学院 - 海洋科学与工程学院 - 集成电路学院 | - 规划学院： - 量子与光通讯工程学院 - 生态与环境学院 - 智慧城市学院 - 智能电网与新能源学院 |

除上述学院常驻广州国际校区外，还有部分学院的新生会在国际校区就读一年，一年后再搬至五山校区或大学城校区。

### 研究院
- 材料基因工程创新中心
- 广州智能工程研究院
- 华南海洋工程研究院
- 华南软物质科学与技术高等研究院
- 华南岩土工程研究院
- 生物医药与再生医学粤港澳联合研究院
- 自旋科技研究院

## 校园生活

### 书院制
广州国际校区为中国大陆少数几个采用书院制的大学园区之一。成立于2019年的峻德书院是国际校区的首个书院，所有2019-20级的学生均属于该书院；第二个书院铭诚书院则在2021年成立，所有2021-22级学生被划属该书院。

## 交通
与五山校区和大学城校区不同，国际校区周边未有地铁线路经过，公交车为校内师生出行的主要交通工具；但其发班间隔短、收车时间早，因此出行较为不便。2020年1月通过的“广州国际创新城南岸起步区西南片、东北片科教项目（华工国际校区组团预留综合发展用地）控制性详细规划”显示，在建的地铁12号线将引入支线至创新城，并在国际校区东北侧设立站点，但目前仍处于规划研究阶段。
| 编号 | 编号 | 线路                 | 线路 | 线路                 | 收费 | 运营商   | 备注       |
| ---- | ---- | -------------------- | ---- | -------------------- | ---- | -------- | ---------- |
|      | 番10 | 区公汽公司           | ⇆    | 华工国际校区公交总站 | 2元  | 番禺公汽 |            |
|      | 番17 | 华工国际校区公交总站 | ⇆    | 洛溪南浦             | 2元  | 番禺公汽 |            |
|      | 番87 | 华工国际校区北门     | ⇆    | 新造地铁站           | 2元  | 番广客运 | 30–60分/班 |
|      | 番88 | 华工国际校区公交总站 | ⇆    | 奥园城市天地         | 2元  | 番广客运 | 30–90分/班 |

| 编号 | 编号  | 线路               | 线路 | 线路       | 收费  | 运营商   | 备注                                                           |
| ---- | ----- | ------------------ | ---- | ---------- | ----- | -------- | -------------------------------------------------------------- |
|      | 番51B | 傍雁路临时公交总站 | ⇆    | 化龙车站   | 2–3元 | 番广客运 | 自2025年5月31日起变更为番52，并调整为：地铁南村万博站⇆海大集团 |
|      | 番71  | 新基村             | ⇆    | 余荫山房   | 2元   | 番广客运 | 30–60分/班                                                     |
|      | 番87  | 华工国际校区北门   | ⇆    | 新造地铁站 | 2元   | 番广客运 | 30–60分/班                                                     |

### 周边道路
- 兴业大道
- 南大干线
- 市新路
- 南村东线路

## 备注
1. ↑  指学校、中央部委、省级政府和市级政府
2. ↑  后由于新生入学转专业等原因使得人数有变化，首年实际入驻广州国际校区的学生共有2,419名[1]